# Az Ardwick AFC 1893–1894-es szezonja
Az 1893–1894-es szezon az Ardwick AFC 3. szezonja volt. A másodosztályú bajnokságban a 13. helyen végzett, ami azt jelentette, hogy maradnak a másodosztályban. Az FA-kupában az első selejtezőkörben kiestek, miután kikaptak a West Manchester csapatától. A szezon végén pénzügyi nehézségek miatt a csapatot átszervezték, ekkor kapta mai nevét is, a Manchester City FC-t.

## Mez
| Ardwick AFC | Manchester City FC |

## Second Division
| Dátum                | Ellenfél                 | O / I | Helyszín           | Eredmény LG – KG | Gólszerzők                                            | Nézőszám |
| -------------------- | ------------------------ | ----- | ------------------ | ---------------- | ----------------------------------------------------- | -------- |
| 1893. szeptember 2.  | Burslem Port Vale        | I     | Athletic Ground    | 2 – 4            | Carson, Robinson                                      | 3 000    |
| 1893. szeptember 9.  | Middlesbrough Ironopolis | O     | Hyde Road          | 6 – 1            | Morris (2), Bowman, Carson, Robinson, Jones           | 4 000    |
| 1893. szeptember 11. | Burton Swifts            | O     | Hyde Road          | 1 – 4            | Morris                                                | 1 000    |
| 1893. szeptember 16. | Liverpool                | O     | Hyde Road          | 0 – 1            |                                                       | 6 000    |
| 1893. szeptember 20. | Burton Swifts            | I     | Peel Croft         | 0 – 5            |                                                       | 3 000    |
| 1893. szeptember 23. | Middlesbrough Ironopolis | I     | Paradise Ground    | 0 – 2            |                                                       | 1 500    |
| 1893. szeptember 30. | Small Heath              | O     | Hyde Road          | 0 – 1            |                                                       | 5 000    |
| 1893. október 7.     | Burslem Port Vale        | O     | Hyde Road          | 8 – 1            | Morris (3), Milarvie, Steele, Middleton, Yates, öngól | 4 000    |
| 1893. október 21.    | Newcastle United         | O     | Hyde Road          | 2 – 3            | Yates, Morris                                         | 3 000    |
| 1893. október 28.    | Notts County             | O     | Hyde Road          | 0 – 0            |                                                       | 4 000    |
| 1893. november 11.   | Woolwich Arsenal         | I     | Manor Ground       | 0 – 1            |                                                       | 4 500    |
| 1893. november 18.   | Walsall Town Swifts      | O     | Hyde Road          | 3 – 0            | Yates (2), Robertson                                  | 3 000    |
| 1893. december 2.    | Liverpool                | I     | Anfield            | 0 – 3            |                                                       | 4 000    |
| 1893. december 9.    | Grimsby Town             | O     | Hyde Road          | 4 – 1            | Davies, Bennett, Whittle, Middleton                   | 4 000    |
| 1893. december 26.   | Rotherham Town           | O     | Hyde Road          | 3 – 2            | Pickford (2), Bennett                                 | 4 000    |
| 1893. december 30.   | Woolwich Arsenal         | O     | Hyde Road          | 0 – 1            |                                                       | 4 000    |
| 1894. január 6.      | Newcastle United         | I     | St James’ Park     | 1 – 2            | Pickford                                              | 800      |
| 1894. január 13.     | Grimsby Town             | I     | Abbey Park         | 0 – 5            |                                                       | 1 000    |
| 1894. január 27.     | Northwich Victoria       | O     | Hyde Road          | 4 – 2            | Bennett (2), Whittle, Dyer                            | 3 000    |
| 1894. február 10.    | Northwich Victoria       | I     | The Drill Field    | 4 – 1            | Milarvie (2), Robertson, Milne                        | 2 000    |
| 1894. február 24.    | Crewe Alexandra          | I     | Nantwich Road      | 1 – 1            | Bennett                                               | 1 000    |
| 1894. március 15.    | Notts County             | I     | Trent Bridge       | 0 – 5            |                                                       | 2 500    |
| 1894. március 17.    | Small Heath              | I     | Muntz Street       | 2 – 10           | Bennett, Robertson                                    | 2 000    |
| 1894. március 24.    | Lincoln City             | I     | John O'Gaunts      | 0 – 6            |                                                       | 1 000    |
| 1894. március 26.    | Rotherham Town           | I     | Clifton Lane       | 3 – 1            | Baker, Milne, Milarvie                                | 2 000    |
| 1894. március 31.    | Lincoln City             | O     | Hyde Road          | 0 – 1            |                                                       | 3 000    |
| 1894. április 7.     | Crewe Alexandra          | O     | Hyde Road          | 1 – 2            | Spittle                                               | 2 500    |
| 1894. április 14.    | Walsall Town Swifts      | I     | West Bromwich Road | 2 – 5            | Milne, Forrester                                      | 2 000    |

### Tabella
| #  | Csapat                   | M  | Gy | D | V  | LG | KG | GK  | P  |
| -- | ------------------------ | -- | -- | - | -- | -- | -- | --- | -- |
| 1  | Liverpool                | 28 | 22 | 6 | 0  | 77 | 18 | +59 | 50 |
| 2  | Small Heath              | 28 | 21 | 0 | 7  | 70 | 31 | +39 | 42 |
| 3  | Notts County             | 28 | 18 | 3 | 7  | 70 | 31 | +39 | 39 |
| 4  | Newcastle United         | 28 | 15 | 6 | 7  | 66 | 39 | +27 | 36 |
| 5  | Grimsby Town             | 28 | 15 | 2 | 11 | 71 | 58 | +13 | 32 |
| 6  | Burton Swifts            | 28 | 14 | 3 | 11 | 79 | 61 | +15 | 31 |
| 7  | Burslem Port Vale        | 28 | 13 | 4 | 11 | 66 | 64 | +2  | 30 |
| 8  | Lincoln City             | 28 | 11 | 6 | 11 | 59 | 58 | +1  | 28 |
| 9  | Woolwich Arsenal         | 28 | 12 | 4 | 12 | 52 | 55 | –3  | 28 |
| 10 | Walsall Town Swifts      | 28 | 10 | 3 | 15 | 51 | 61 | –10 | 23 |
| 11 | Middlesbrough Ironopolis | 28 | 8  | 4 | 16 | 37 | 72 | –35 | 20 |
| 12 | Crewe Alexandra          | 28 | 6  | 7 | 15 | 42 | 73 | –31 | 19 |
| 13 | Ardwick/Manchester City  | 28 | 8  | 2 | 18 | 47 | 71 | –24 | 18 |
| 14 | Rotherham Town           | 28 | 6  | 3 | 19 | 44 | 91 | –47 | 15 |
| 15 | Northwich Victoria       | 28 | 3  | 3 | 22 | 30 | 98 | –68 | 9  |

| Színmagyarázat | Színmagyarázat |
| -------------- | --- |
|                | Osztályozó mérkőzést vívnak a First Division utolsó három csapatával. A Liverpool és a Small Heath győzött, így feljutott, a Notts County kikapott, így maradt a másodosztályban. |
|                | A szezon végén feloszlott. |

## FA-kupa
| 1893. október 14. 1. selejtezőkör |

| West Manchester | 3–0   | Ardwick |
| --------------- | ----- | ------- |
| Gól · Gól · Gól | (2–0) |         |

| Brooks' Bar, Manchester Nézőszám: 6 000 |

## Manchester Senior Cup
| 1894. február 3. 1. kör |

| Ardwick             | 3–6 | Bury                              |
| ------------------- | --- | --------------------------------- |
| Hargreaves Pickford |     | Gól · Gól · Gól · Gól · Gól · Gól |

| Hyde Road, Manchester Nézőszám: 6 000 |

## Játékosok
| Poz. | Játékos         | Bajnokság | Bajnokság | FA-kupa  | FA-kupa | Összesen | Összesen |
| Poz. | Játékos         | Fellépés  | Gól       | Fellépés | Gól     | Fellépés | Gól      |
| ---- | --------------- | --------- | --------- | -------- | ------- | -------- | -------- |
| K    | William Douglas | 16        | 0         | 1        | 0       | 17       | 0        |
| K    | Harry Stones    | 10        | 0         | 0        | 0       | 10       | 0        |
| V    | Walter Bowman   | 21        | 1         | 0        | 0       | 21       | 1        |
| V    | James Cairns    | 1         | 0         | 0        | 0       | 1        | 0        |
| V    | David Robson    | 17        | 0         | 1        | 0       | 18       | 0        |
| KP   | Jimmy Yates     | 12        | 4         | 1        | 0       | 13       | 4        |
| CS   | Adam Carson     | 6         | 2         | 0        | 0       | 6        | 2        |
| CS   | William Egan    | 5         | 0         | 0        | 0       | 5        | 0        |
| CS   | Bob Milarvie    | 22        | 4         | 1        | 0       | 23       | 4        |
| CS   | Hugh Morris     | 9         | 7         | 1        | 0       | 10       | 7        |
| --   | Joe Baker       | 3         | 1         | 0        | 0       | 3        | 1        |
| --   | A. Bennett      | 12        | 6         | 0        | 0       | 12       | 6        |
| --   | Joseph Davies   | 4         | 1         | 0        | 0       | 4        | 1        |
| --   | Frank Dyer      | 21        | 1         | 1        | 0       | 22       | 1        |
| --   | Tom Forrester   | 2         | 1         | 0        | 0       | 2        | 1        |
| --   | J. Hargreaves   | 8         | 0         | 0        | 0       | 8        | 0        |
| --   | William Hopkins | 3         | 0         | 0        | 0       | 3        | 0        |
| --   | John Hughes     | 2         | 0         | 0        | 0       | 2        | 0        |
| --   | A. Jones        | 2         | 1         | 0        | 0       | 2        | 1        |
| --   | A. McDowell     | 4         | 0         | 0        | 0       | 4        | 0        |
| --   | John McVickers  | 9         | 0         | 1        | 0       | 10       | 0        |
| --   | Harry Middleton | 15        | 2         | 1        | 0       | 16       | 2        |
| --   | John Milne      | 10        | 3         | 0        | 0       | 10       | 3        |
| --   | Joe O'Brien     | 2         | 0         | 0        | 0       | 2        | 0        |
| --   | Ernie Pickford  | 8         | 3         | 0        | 0       | 8        | 3        |
| --   | Eric Regan      | 21        | 0         | 1        | 0       | 22       | 0        |
| --   | D. Robertson    | 3         | 3         | 0        | 0       | 3        | 3        |
| --   | Robert Robinson | 4         | 2         | 0        | 0       | 4        | 2        |
| --   | H. Saddington   | 6         | 0         | 0        | 0       | 6        | 0        |
| --   | Arthur Spittle  | 1         | 1         | 0        | 0       | 1        | 1        |
| --   | Fred Steele     | 13        | 1         | 1        | 0       | 14       | 1        |
| --   | J. Stenson      | 2         | 0         | 0        | 0       | 2        | 0        |
| --   | Danny Whittle   | 20        | 2         | 1        | 0       | 21       | 2        |
| --   | William Willey  | 1         | 0         | 0        | 0       | 1        | 0        |

### Gólszerzők

#### Bajnokság
| Játékos         | Gól |
| --------------- | --- |
| Hugh Morris     | 7   |
| A. Bennett      | 6   |
| Bob Milarvie    | 4   |
| Jimmy Yates     | 4   |
| John Milne      | 3   |
| Ernie Pickford  | 3   |
| D. Robertson    | 3   |
| Adam Carson     | 2   |
| Harry Middleton | 2   |
| Robert Robinson | 2   |
| Danny Whittle   | 2   |
| Joe Baker       | 1   |
| Walter Bowman   | 1   |
| Joseph Davies   | 1   |
| Frank Dyer      | 1   |
| Tom Forrester   | 1   |
| A. Jones        | 1   |
| Arthur Spittle  | 1   |
| Fred Steele     | 1   |

A kupában nem szereztek gólt.

## Fordítás
- Ez a szócikk részben vagy egészben  a(z)   1893–94 Ardwick A.F.C. season című angol Wikipédia-szócikk fordításán alapul.  Az eredeti cikk szerkesztőit annak laptörténete sorolja fel. Ez a jelzés csupán a megfogalmazás eredetét és a szerzői jogokat jelzi, nem szolgál a cikkben szereplő információk forrásmegjelöléseként.